# شبكة المدفوعات اللحظية (مصر)
شبكة المدفوعات اللحظية (IPN) في مصر هي منظومة لربط كافة البنوك العاملة داخل جمهورية مصر العربية تم إطلاقها رسميًا في مارس 2022 بواسطة البنك المركزي المصري   لتسهيل المعاملات المالية الفورية . وهي تتيح للأفراد والشركات إرسال واستقبال الأموال بشكل فوري، على مدار الساعة طوال أيام الأسبوع، عبر البنوك والمؤسسات المالية المختلفة.
ويرتبط ارتباطًا وثيقًا بتطبيق إنستاباي ، وهو تطبيق دفع رقمي يعمل كبوابة للمستخدمين للوصول إلى خدمات IPN، مما يتيح تحويلات الأموال في الوقت الفعلي وتحسين الشمول المالي في الدولة.
في نهاية 2024 وصل مستخدمي تطبيق«إنستاباي» إلى 12 مليون عميل بنهاية 2024 و زيادة كبيرة في حجم المعاملات المنفذة من خلالها بلغت ما يقرب من 1.5 مليار معاملة بقيمة تصل إلى 2.9 تريليون جنيه  
```
 
[
3
]
```

## السمات الرئيسية لشبكة المدفوعات اللحظية
1. المعاملات في الوقت الحقيقي: تتم معالجة التحويلات على الفور، مما يزيل التأخير في تسوية الأموال.
2. متوفر على مدار الساعة طوال أيام الأسبوع: يمكن إجراء الدفعات في أي وقت، بما في ذلك عطلات نهاية الأسبوع والعطلات الرسمية.
3. التشغيل المتبادل: فهو يربط بين العديد من البنوك والمؤسسات المالية، مما يسمح بالتحويلات بين الحسابات المختلفة دون تأخير.
4. التكامل بين الخدمات المصرفية عبر الإنترنت والهاتف المحمول: يمكن للمستخدمين الوصول إلى الشبكة عبر تطبيقات الخدمات المصرفية والمحافظ الرقمية.
5. الأمان والامتثال: تتم حماية المعاملات بتدابير أمنية متقدمة وتتوافق مع لوائح البنك المركزي المصري.
6. تقليل الاعتماد على النقد: تشجيع المدفوعات الرقمية، ودعم تحرك مصر نحو مجتمع غير نقدي.

## أمثلة عالمية
قامت العديد من الدول بتنفيذ شبكات الدفع الفوري كجزء من أنظمتها البيئية للدفع الرقمي:
1. السعودية: الشبكة السعودية للمدفوعات (مدى)
2. الهند: واجهة المدفوعات الموحدة (UPI)
3. الولايات المتحدة: FedNow (من قبل بنك الاحتياطي الفيدرالي)، RTP (بواسطة The Clearing House)
4. المملكة المتحدة: خدمة الدفع الأسرع (FPS)
5. الاتحاد الأوروبي: تحويل الرصيد الفوري لمنطقة المدفوعات الأوروبية الموحدة (SCT Inst)
6. البرازيل: PIX (أطلقه البنك المركزي البرازيلي)